# Akuanda Dorsa
Gli Akuanda Dorsa sono una struttura geologica della superficie di Venere.